# Bardsir
Bardsir (Persa: بردسير, también romanizado como Bardesīr y Bardsīr; también conocido como Deh-e Now-e Mashīz, Mashīz, Mshiz y Qal‘eh-ye Mashīz) es una ciudad en el Distrito Central del Condado de Bardsir, provincia de Kermán, Irán, que sirve como capital tanto del condado como del distrito. Bardsir fue una vez la capital de la dinastía Banu Ilyas.

## Demografía

### Población
En el censo nacional de 2006, la población de la ciudad era de 31 801 habitantes en 7391 hogares. En el siguiente censo, realizado en 2011, contabilizó 31,870 personas en 8,377 hogares. El censo de 2016 midió la población de la ciudad en 25,152 personas en 7,704 hogares.